# Сін (арабська літера)

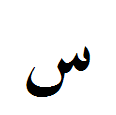
Ізольована форма літери

Сін (араб. سين‎‎; сīн) — дванадцята літера арабської абетки, позначає звук [s].
В ізольованій та кінцевій позиціях сін має вигляд س; в початковій та серединній — سـ.
Сін належить до сонячних літер.
Літері відповідає число 60.
В перській мові ця літера також має назву «сін» (перс. سين), звучить як [s].

## В юнікоді
| Юнікод         | U+0633             |
| Ім'я в юнікоді | ARABIC LETTER SEEN |
| HTML           | &#1587;            |
| ISO 8859-6     | 0xd3               |